# اسلام‌آباد قرخلو
اسلام‌آباد قرخلو، روستایی از توابع بخش مرکزی شهرستان سمیرم در استان اصفهان ایران است.

## جمعیت
این روستا در دهستان وردشت قرار دارد و بر اساس سرشماری مرکز آمار ایران در سال ۱۳۸۵، جمعیت آن ۱۰۱ نفر (۲۵ خانوار) بوده‌است.